# Penisa griseipennis
Penisa griseipennis är en fjärilsart som beskrevs av George Francis Hampson 1891. Penisa griseipennis ingår i släktet Penisa och familjen nattflyn. Inga underarter finns listade i Catalogue of Life.